# Santiago Tapextla
Santiago Tapextla är en kommun i Mexiko.   Den ligger i delstaten Oaxaca, i den södra delen av landet, 400 km söder om huvudstaden Mexico City.
Följande samhällen finns i Santiago Tapextla:
- Tecoyame
- San Isidro